# Punta Ballena
Punta Ballena é uma pequena península (punta, em espanhol) e resort situado no sul do Uruguai, uma importante atração turística no litoral do Rio da Prata, no departamento de Maldonado. Abrange uma faixa de aproximadamente doze quilômetros  de praias que se estendem por ambos os lados da Ruta 10.

## Geografia
Punta Ballena faz fronteira com o resort de Chihuahua, a oeste, e inclui a cidadela de Casapueblo, o promontório de Punta Ballena, e a praia de Las Grutas, a leste. Mais adiante, a leste, faz fronteira com o resort de Pinares - Las Delicias, com seu lago oblongo, a Laguna del Diario, que forma a fronteira natural entre ambos. A nordeste, faz fronteira com o Parque e o Arboreto Lussich, além do pequeno povoado de Las Cumbres, situado diretamente ao norte do parque, enquanto outro pequeno povoado, Los Corchos, encontra-se ao sul do parque.

## História
Fundado por Antonio Lussich, que comprou o terreno e, em 1896, fundou o arboreto que leva o seu nome, Punta Ballena e o resort vizinho de Punta del Este logo cresceram e se tornaram algumas dos principais destinos turísticos do Uruguai durante o período da alta estação, no verão (de dezembro a fevereiro).

## População
Em 2011 Punta Ballena tinha uma população de 750 habitantes permanentes, e 2.375 domicílios.
| Ano  | População | Domicílios |
| ---- | --------- | ---------- |
| 1963 | 107       | 88         |
| 1975 | 169       | 241        |
| 1985 | 499       | 687        |
| 1996 | 799       | 921        |
| 2004 | 376       | 1,268      |
| 2011 | 750       | 2,375      |

Fonte: Instituto Nacional de Estadística de Uruguay

## Outros nomes
O resort situado a noroeste da península de Punta Ballena e a leste de Chihuahua, assim como a praia local, são conhecidos como Portezuelo e Solanas, este último derivado do Hotel Solana del Mar. O nome de "Playa Portezuelo" por vezes é utilizado para descrever toda a longa faixa de litoral que avança até Punta Negra.

## Turismo
A partir de 2009 a região passou a se integrar com o desenvolvimento turístico e urbano de Punta del Este. Do lado oeste existe um pequeno porto natural, onde são realizados esportes náuticos, e se localizam as praias de Portezuelo e Solanas, muito visitadas por sua orientação rumo ao poente, suas águas calmas e suas grandes extensões de areia fina. No lado que tem vista para Punta del Este existem grutas, rochas e praias de areia mais grossa, de onde se pode ver a ilha Gorriti.
A leste da península também pode se visitar a célebre Casapueblo, ateliê e museu artístico e arquitetônico do artista plástico Carlos Páez Vilaró, que atualmente também funciona como hotel e restaurante.
Nas últimas décadas tornaram-se frequentes as aparições da baleia-franca-austral e diversas espécies de cetáceos. O governo uruguaio tem considerado criar no local um santuário dedicado a conservação de baleias e golfinhos.